# سوشیتسه
سوشیتسه (به چکی: Sušice) یک منطقهٔ مسکونی و شهرستان دارای شهرک سابقاً روستا در جمهوری چک است که در ناحیه کلاتووی واقع شده‌است. سوشیتسه ۱۱٬۲۵۷ نفر جمعیت دارد.

## خواهرخوانده
شهرهای Bundoran، آلتئا، باد کوتزتینگ، بلاجو، Granville, Holstebro، اوفلیز، میرسن (هلند)، نیدرآنون، پروزا، Sesimbra Municipality, Karkkila، شربورن، اوکسلوسوند، Judenburg، کوسگ، سیگولدا، توری، استونی، زولن، پرینای، مرسسکلا، سیره (رومانی)، اگراس، سیپراس، شکفیا لکا، تریاونا و Chojna خواهرخوانده‌های سوشیتسه هستند.